# فصل برداشت ۶۴
فصل برداشت ۶۴ (به انگلیسی: Harvest Moon 64) یک بازی ویدئویی در سبک شبیه‌سازی مزرعه‌داری است که در ۲ مه ۱۹۹۹ توسط شرکت ویکتور اینتراکتیو سافتور با عنوان Bokujō Monogatari Tsū به معنی داستان مزرعه ۲ در ژاپن و بعدها در ۲۲ دسامبر همان سال توسط شرکت ناتسومه در آمریکای شمالی منتشر شد. این بازی سومین شماره از مجموعه بازی‌های داستان فصل‌ها است و برای کنسول نینتندو ۶۴ طراحی شده است.
اکثر شخصیت‌های این بازی نوادگان شخصیت‌های نسخهٔ اول هستند و همچنین بیشتر آن‌ها در نسخهٔ بعدی بازی یعنی بازگشت به طبیعت حضور دارند در حالی نسبت‌های خانوادگی و نقش آن‌ها با این نسخه متفاوت است.
گرافیک این بازی بسیار بالاتر از دونسخهٔ اولیه بوده و از نظر داستان روند مشابهی را دنبال می‌کند. هدف بازی رسیدگی به مزرعهٔ پدربزرگ شخصیت اصلی بازی است که بعد از مرگ او رها شده و بایر است. این بازی یکبار دیگر در سال ۲۰۱۷ برای کنسول وی یو عرضه شد و این نخستین انتشار آن در مناطق پال محسوب می‌شد.